# Ismael Nery
Ismael Nery (9. října 1900 Belém – 6. dubna 1934 Rio de Janeiro) byl brazilský malíř a spisovatel.

## Život
Studoval na Escola Nacional de Belas Artes v Riu a na pařížské Julianově akademii. Při pobytu ve Francii se setkal s Marcem Chagallem. Jeho názory na umění ovlivnil avantgardní básník Murilo Mendes, katolická víra a mystický myšlenkový směr esencialismus. Zaměřil se převážně na portrét a akt, jeho styl vycházel z expresionismu, kubismu a surrealismu. Vedle malby se věnoval také architektuře a scénografii, psal poezii a filozofické traktáty. O svém životě vydal knihu Historia de Ismael Nery – uma melancholia autobiografia.
Zemřel na tuberkulózu ve věku 33 let. Jeho tvorba byla doceněna až posmrtně, když na Výtvarném bienále São Paulo v roce 1965. Neryho díla jsou vystavena v Muzeu umění v São Paulu.
Jeho manželkou byla básnířka Adalgisa Neryová.

## Galerie

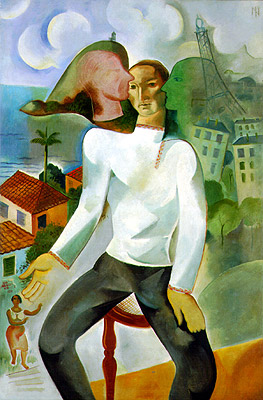
Autoportrét Rio/Paříž, 1927
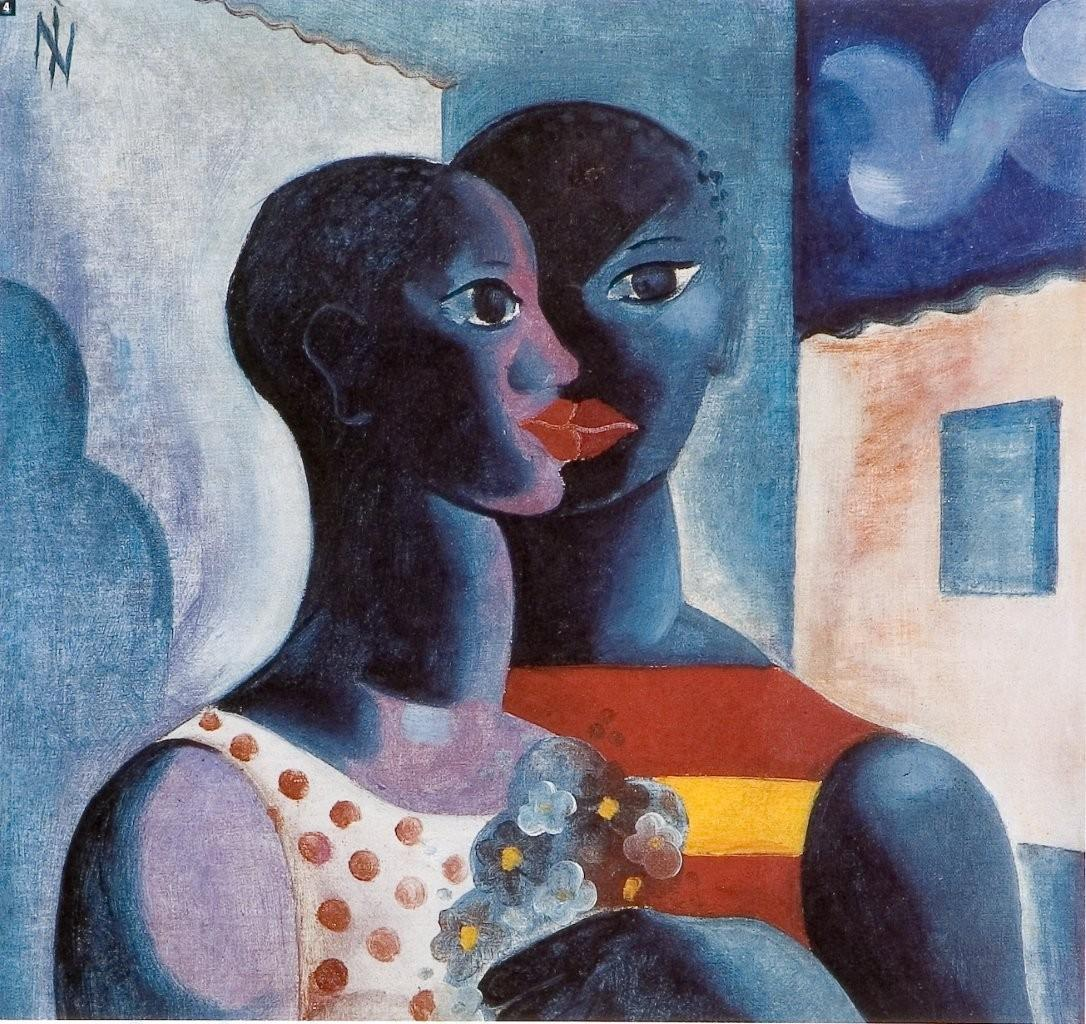
Zamilovaní, 1927
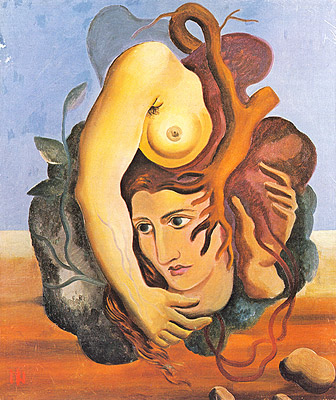
Kompozice, 1929